# Unserer Lieben Frau (Großmehring)

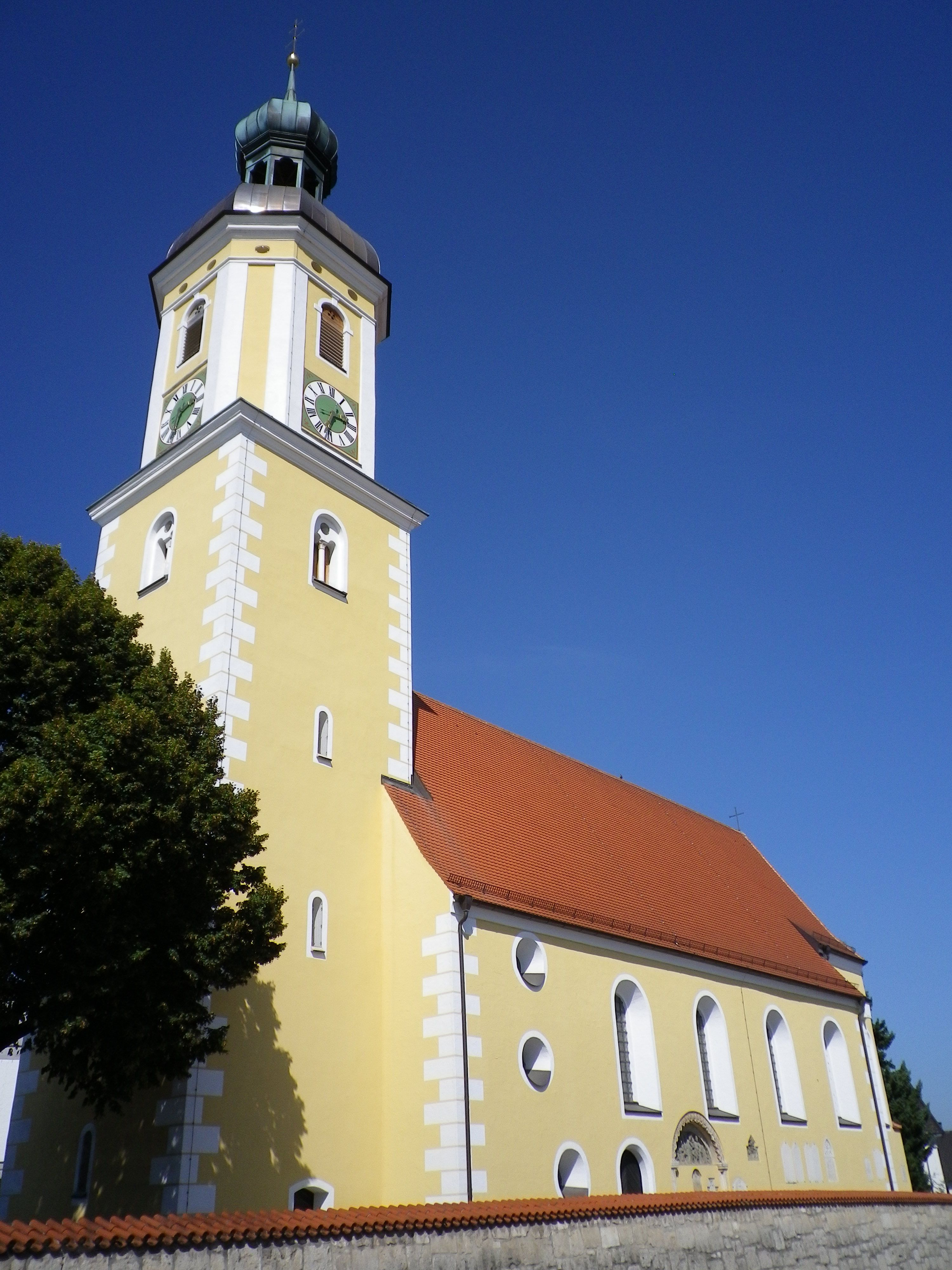
Unserer Lieben Frau in Großmehring

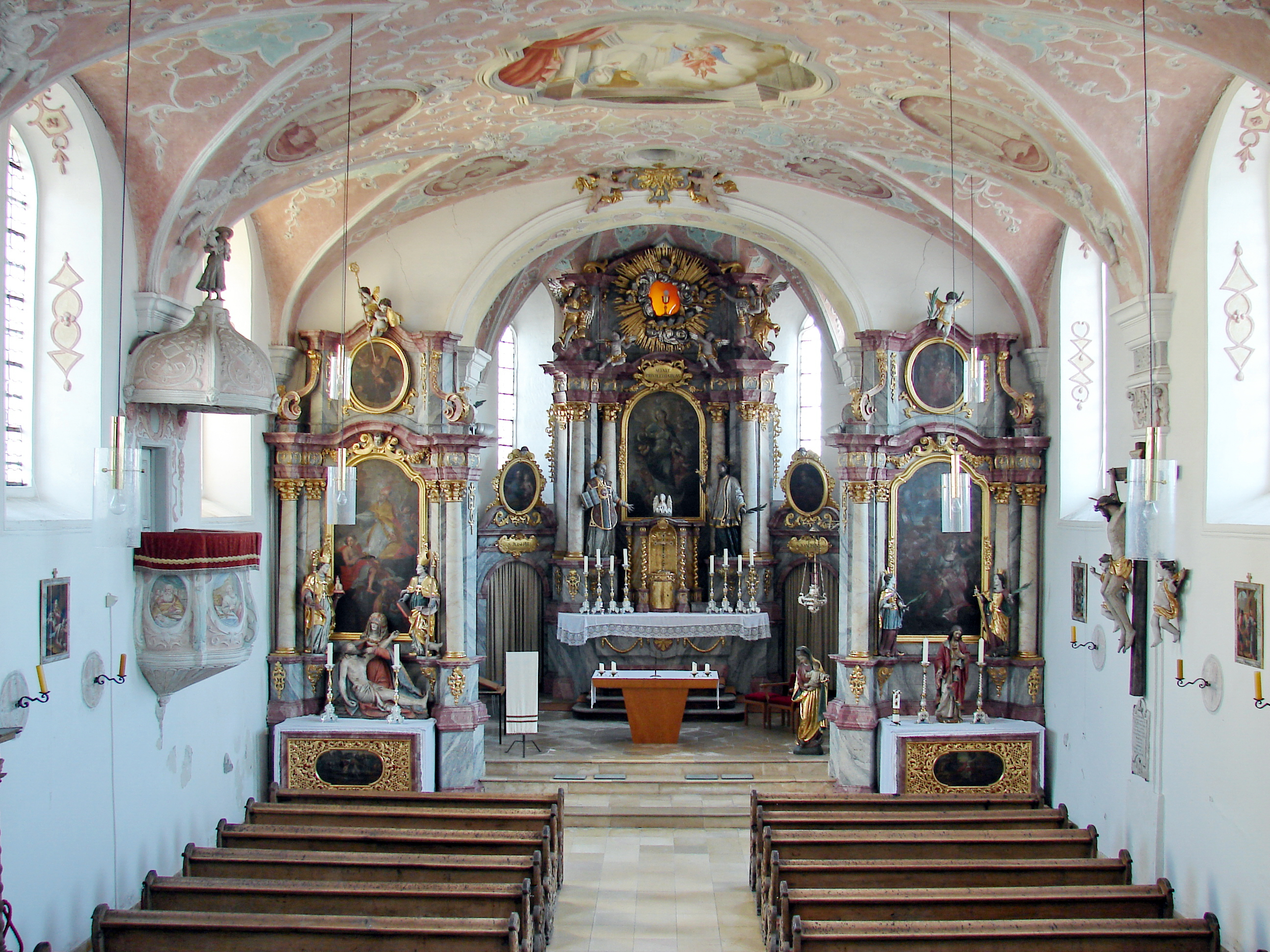
Innenansicht

Die römisch-katholische Alte Pfarrkirche Unserer Lieben Frau steht in Großmehring, einer Gemeinde im oberbayerischen Landkreis Eichstätt. Das Bauwerk ist in der Liste der Baudenkmäler in Großmehring als Baudenkmal unter der Nr. D-1-76-129-9 eingetragen. Die Kirche gehört zum Dekanat Geisenfeld-Pförring des Bistums Regensburg.

## Beschreibung
Die Saalkirche aus der ersten Hälfte des 13. Jahrhunderts mit spätgotischem Chor wurde im 18. Jahrhundert barockisiert. Sie besteht aus dem Langhaus mit fünf Jochen, dem eingezogenen, dreiseitig geschlossenen Chor im Osten und dem Kirchturm auf quadratischem Grundriss im Westen. Der um ein achteckiges Geschoss mit dem Glockenstuhl und der Turmuhr aufgestockte Turm ist von einer Glockenhaube bedeckt, die mit einer Laterne abschließt.
Der Innenraum des Langhauses ist mit einem Stichkappengewölbe überspannt. Die Altarretabel der Altäre wurden von Melchior Buchner gestaltet.